# Motocross delle Nazioni 2016
Il Motocross delle Nazioni 2016 (conosciuto anche con i nomi Motocross des Nations, Motocross of Nations o MXDN), evento giunto alla settantesima edizione, si è disputato a Maggiora in Italia nei giorni 24 e 25 settembre 2016. È stato vinto dalla squadra francese, davanti a quella olandese e a chiudere il podio la squadra statunitense.

## Gare

### Gara 1 (MXGP & MX2)
| Pos. | Pilota              | Moto   | Tempo  |
| ---- | ------------------- | ------ | ------ |
| 1    | Romain Febvre       | Yamaha | 34'41" |
| 2    | Antonio Cairoli     | KTM    | a 4"   |
| 3    | Kevin Strijbos      | Suzuki | a 19"  |
| 4    | Cooper Webb         | Yamaha | a 25"  |
| 5    | Jeremy Van Horebeek | Yamaha | a 34"  |
| 6    | Glenn Coldenhoff    | KTM    | a 37"  |
| 7    | Todd Waters         | Suzuki | s.t.   |
| 8    | Kaven Benoit        | KTM    | a 41"  |
| 9    | Alex Martin         | Yamaha | a 50"  |
| 10   | Cody Cooper         | Honda  | a 52"  |

### Gara 2 (MX2 & Open)
| Pos. | Pilota              | Moto      | Tempo  |
| ---- | ------------------- | --------- | ------ |
| 1    | Jason Anderson      | Husqvarna | 34'59" |
| 2    | Jeffrey Herlings    | KTM       | a 6"   |
| 3    | Gautier Paulin      | Honda     | a 7"   |
| 4    | Arnaud Tonus        | Kawasaki  | a 8"   |
| 5    | Dean Ferris         | Yamaha    | a 9"   |
| 6    | Shaun Simpson       | KTM       | a 10"  |
| 7    | Jeremy Van Horebeek | Yamaha    | a 11"  |
| 8    | Jeremy Seewer       | Suzuki    | a 13"  |
| 9    | Alex Martin         | Yamaha    | a 16"  |
| 10   | Benoît Paturel      | Yamaha    | a 30"  |

### Gara 3 (MXGP & Open)
| Pos. | Pilota           | Moto     | Tempo  |
| ---- | ---------------- | -------- | ------ |
| 1    | Jeffrey Herlings | KTM      | 34'34" |
| 2    | Antonio Cairoli  | KTM      | a 7"   |
| 3    | Kevin Strijbos   | Suzuki   | a 20"  |
| 4    | Romain Febvre    | Yamaha   | a 26"  |
| 5    | Tommy Searle     | Kawasaki | a 28"  |
| 6    | Evgeny Bobryshev | Honda    | a 34"  |
| 7    | Glenn Coldenhoff | KTM      | a 42"  |
| 8    | Arnaud Tonus     | Kawasaki | a 44"  |
| 9    | José Butrón      | KTM      | a 45"  |
| 10   | Cooper Webb      | Yamaha   | a 46"  |

## Classifica finale
| Pos. | Selezione Nazionale | Pilota              | Moto      | Classe | Gara 1 | Gara 2 | Gara 3 | Punti |
| ---- | ------------------- | ------------------- | --------- | ------ | ------ | ------ | ------ | ----- |
| 1    | Francia             | Romain Febvre       | Yamaha    | MXGP   | 1      |        | 4      | 29    |
| 1    | Francia             | Benoît Paturel      | Yamaha    | MX2    | 14     | 10     |        | 29    |
| 1    | Francia             | Gautier Paulin      | Honda     | Open   |        | 3      | 11     | 29    |
| 2    | Paesi Bassi         | Glenn Coldenhoff    | KTM       | MXGP   | 6      |        | 7      | 30    |
| 2    | Paesi Bassi         | Brian Bogers        | KTM       | MX2    | 20     | 14     |        | 30    |
| 2    | Paesi Bassi         | Jeffrey Herlings    | KTM       | Open   |        | 2      | 1      | 30    |
| 3    | Stati Uniti         | Cooper Webb         | Yamaha    | MXGP   | 4      |        | 10     | 33    |
| 3    | Stati Uniti         | Alex Martin         | Yamaha    | MX2    | 9      | 9      |        | 33    |
| 3    | Stati Uniti         | Jason Anderson      | Husqvarna | Open   |        | 1      |        | 33    |
| 4    | Belgio              | Kevin Strijbos      | Suzuki    | MXGP   | 3      |        | 3      | 36    |
| 4    | Belgio              | Jeremy Van Horebeek | Yamaha    | MX2    | 5      | 7      |        | 36    |
| 4    | Belgio              | Brent Van Doninck   | Yamaha    | Open   |        | 39     | 18     | 36    |
| 5    | Italia              | Antonio Cairoli     | KTM       | MXGP   | 2      |        | 2      | 44    |
| 5    | Italia              | Samuele Bernardini  | TM        | MX2    | 16     | 15     |        | 44    |
| 5    | Italia              | Michele Cervellin   | Honda     | Open   |        | 12     | 13     | 44    |
| 6    | Svizzera            | Valentin Guillod    | Yamaha    | MXGP   | 13     |        | 16     | 44    |
| 6    | Svizzera            | Jeremy Seewer       | Suzuki    | MX2    | 11     | 8      |        | 44    |
| 6    | Svizzera            | Arnaud Tonus        | Kawasaki  | Open   |        | 4      | 8      | 44    |
| 7    | Regno Unito         | Tommy Searle        | Kawasaki  | MXGP   | 22     |        | 5      | 73    |
| 7    | Regno Unito         | Max Anstie          | Husqvarna | MX2    | 18     | 22     |        | 73    |
| 7    | Regno Unito         | Shaun Simpson       | KTM       | Open   |        | 6      | 38     | 73    |
| 8    | Australia           | Todd Waters         | Suzuki    | MXGP   | 7      |        | 14     | 76    |
| 8    | Australia           | Mitchell Evans      | Yamaha    | MX2    | 35     | 37     |        | 76    |
| 8    | Australia           | Dean Ferris         | Yamaha    | Open   |        | 5      | 15     | 76    |
| 9    | Estonia             | Priit Rätsep        | Honda     | MXGP   | 25     |        | 22     | 93    |
| 9    | Estonia             | Tanel Leok          | KTM       | MX2    | 19     | 13     |        | 93    |
| 9    | Estonia             | Harri Kullas        | KTM       | Open   |        | 16     | 23     | 93    |
| 10   | Canada              | Kaven Benoit        | KTM       | MXGP   | 8      |        | 12     | 95    |
| 10   | Canada              | Shawn Maffenbeier   | KTM       | MX2    | 32     | 25     |        | 95    |
| 10   | Canada              | Tyler Medaglia      | Husqvarna | Open   |        | 18     | 35     | 95    |